# Пол Баран
Пол Баран (рођен Песах Баран; 29. април 1926 – 26. март 2011) био је пољско-амерички инжењер и пионир у развоју рачунарских мрежа. Био је један од два независна проналазача пакетног преноса, који је данас доминантна основа за пренос података у рачунарским мрежама широм света, а затим је покренуо неколико компанија и развио друге технологије које су суштински део модерног преноса података.

## Младост
Рођен је у Гродну (тада у Другој Пољској Републици, а од 1945. део Белорусије) 29. априла 1926. године. Био је најмлађе од троје деце у својој литванско-јеврејској породици, са јидиш именом „Песах“. Његова породица се преселила у Сједињене Државе 11. маја 1928, настанивши се у Бостону, а касније у Филаделфији, где је његов отац, Морис „Моше“ Баран (1884–1979), отворио продавницу. Дипломирао је на Дрексел универзитету (тада се звао Дрексел Технолошки Институт) 1949. године у области електротехнике. Затим се придружио компјутерској компанији Eckert–Mauchly Computer Corporation, где је радио  на моделима UNIVAC, првом бренду комерцијалних рачунара у Сједињеним Државама. Године 1955. оженио се Евелин Марфи, преселио се у Лос Анђелес и радио за Hughes Aircraft Company на системима за обраду радарских података. Магистрирао је инжењерство на Универзитету Калифорније 1959. године, код саветника Џералда Естрина док је похађао ноћне часове. Његова теза је била о препознавању карактера. Мада је Баран у почетку остао на Универзитету Калифорније како би наставио свој докторат, тежак распоред путовања и рада приморао га је да напусти докторски рад.

## Дизајн мреже пакетног преноса
Након што се придружио корпорацији RAND 1959. године, Баран је преузео задатак да дизајнира комуникациони систем "који може да преживи" и који би могао да одржава комуникацију између крајњих тачака суочених са штетом од нуклеарног оружја током Хладног рата. Тада је већина америчких војних комуникација користила високофреквентне везе, које су нуклеарним нападом могле бити искључене на више сати. Баран је одлучио да аутоматизује претходни рад директора RAND-а Френклина Р. Колбома са комуникацијом у хитним случајевима преко конвенционалних АМ радио мрежа и показао је да архитектура дистрибуираног релејног чвора може да преживи. Истраживачка лабораторија ваздушних снага САД-а, Rome Air Development Center, убрзо је показала да је идеја изводљива.
Користећи тадашњу мини-компјутерску технологију, Баран и његов тим развили су симулациони пакет за тестирање основне повезаности низа чворова са различитим степеном повезивања. То јест, мрежа н-арног степена повезаности би имала н веза по чвору. Симулација је насумично "убила" чворове и потом тестирала проценат чворова који су остали повезани. Резултат симулације је открио да мреже у којима је н ≥ 3 имају значајно повећање отпорности на чак 50% губитка чворова. Баранов увид који је стекао из симулације је да је редундантност кључ. Његов први рад је објављен као RAND извештај 1960, са више радова који су генерализовали технике у наредне две године.
Након што су доказали способност преживљавања, Баран и његов тим су морали да покажу доказ концепта за тај дизајн како би се могао изградити. То је укључивало шеме високог нивоа са детаљима о раду, конструкцији и трошковима свих компоненти потребних за изградњу мреже која је користила нови увид у редундантне везе. Резултат је био један од првих протокола за пребацивање слоја података за складиштење и прослеђивање, протокол рутирања вектора стања везе/удаљености и непроверени транспортни протокол оријентисан на везу. Експлицитни детаљи дизајна могу се наћи у комплетној серији извештаја О дистрибуираним комуникацијама, које је објавио RAND 1964. године.
Основа шеме била је подела информација на "блокове" пре него што су послате преко мреже. То је омогућило да подаци путују брже и да се комуникационе линије користе ефикасније. Сваки блок је послат засебно, путујући различитим путевима и спајајући се у целину када су сви примљени на одредиште.
Доналд Дејвис, из Националне физичке лабораторије у Уједињеном Краљевству, такође је смислио исту идеју и спровео пробну мрежу. Док је Баран користио термин „блокови порука“ за своје јединице комуникације, Дејвис је користио термин „пакет“. Применио је концепт на рачунарску мрежу опште намене. У ствари, Дејвисов рад на комутацији пакета, а не Баранов, у почетку је привукао пажњу програмера ARPANET-а на Симпозијуму о принципима оперативних система у октобру 1967. Баран је био срећан да призна да је Дејвис самостално дошао на исту идеју као и он. 
Барана и Дејвиса признају историчари и Национална кућа славних проналазача САД по томе што су самостално измислили концепт дигиталног пакетног преноса који се користи у модерним рачунарским мрежама, укључујући Интернет.
Године 1969, када је Америчка агенција за напредне истраживачке пројекте (АРПА) почела да развија идеју о умреженом скупу терминала за дељење рачунарских ресурса, референтни материјали које су они узели у обзир укључивали су књиге Барана и РАНД корпорације „О дистрибуираним комуникацијама“.

## Каснији рад
Године 1968. Баран је био оснивач Института за будућност, а затим је био укључен у друге мрежне технологије развијене у Силицијумској долини. Писао је на тему рачунарских система и приватности. Учествовао је у ревизији предлога Националног института за стандарде и технологију за Стандард за шифровање података 1976, заједно са Мартином Хелманом и Витфилдом Дифијем са Универзитета Станфорд.
Почетком 1980-их, Баран је основао PacketCable, Inc, „како би подржао телевизијске канале са импулсним плаћањем, локално генерисани видеотекс и пакетизовани пренос гласа“. PacketCable, такође познат као Packet Technologies, издвојио је StrataCom да комерцијализује технологију пакетног гласа за тржиште телефоније. Та технологија је довела до првог комерцијалног производа са предстандардним асинхроним режимом преноса (АТМ) .
Основао је Telebit након што је осмислио његову дискретну мултитонску модемску технологију средином 1980-их. Био је то један од првих комерцијалних производа који је користио ортогонално мултиплексирање са фреквенцијском поделом, које је касније широко примењено у ДСЛ модемима и Wi-Fi бежичним модемима.
Године 1985. Баран је основао Metricom, прву бежичну интернет компанију, која је применила Ricochet, први јавни бежични мрежни систем. Године 1992. такође је основао Com21, рану компанију за кабловске модеме. Након Com21, Баран је основао и био председник GoBackTV-а, специјализованог за персоналну ТВ и кабловску IPTV инфраструктурну опрему за телевизијске оператере. Касније је основао Plaster Networks, пружајући напредно решење за повезивање умрежених уређаја у кући или малој канцеларији преко постојеће везе.
Поред његове иновације у мрежним производима, он је такође заслужан за проналазак првог детектора пиштоља.
Добио је почасни докторат када је одржао уводни говор у Дрекселу 1997.

## Смрт
Баран је преминуо у Пало Алту, у Калифорнији, у 84. години живота, 26. марта 2011. од компликација изазваних раком плућа.

## Награде и почасти
- IEEE медаља Александра Грахама Бела (1990)[25]
- Маркони награда (1991)
- Nippon Electronics Corporation C&amp;C награда (1996)
- Боверова награда и награда за достигнућа у науци (2001)[5]
- Члан Америчке академије уметности и науке (2003)[26]
- Члан Музеја историје рачунара (2005) „за фундаментални допринос архитектури Интернета и за цео живот предузетничке активности“.[27]
- Национална кућа славних проналазача (2007)
- Национална медаља за технологију и иновације (2007)[28]
- UCLA Engineering alumnus године (2009)[29]
- Интернет кућа славних (2012)